# Козлув (Груєцький повіт)
Козлув (пол. Kozłów) — село в Польщі, у гміні Хинув Груєцького повіту Мазовецького воєводства.
Населення — 39 осіб (2011).
У 1975-1998 роках село належало до Радомського воєводства.

## Демографія
Демографічна структура станом на 31 березня 2011 року:
|          | Загалом | Допрацездатний вік | Працездатний вік | Постпрацездатний вік |
| -------- | ------- | ------------------ | ---------------- | -------------------- |
| Чоловіки | 19      | 5                  | 14               | 0                    |
| Жінки    | 20      | 6                  | 10               | 4                    |
| Разом    | 39      | 11                 | 24               | 4                    |